# Bang Bon
Bang Bon (thailändisch บางบอน, Aussprache: [bāːŋ bɔ̄ːn]) ist einer der 50 Bezirke (Khet) in Bangkok, der Hauptstadt von Thailand.

## Geographie
Die benachbarten Bezirke sind im Uhrzeigersinn von Norden aus: Bang Khae, Phasi Charoen, Chom Thong und Bang Khun Thian, in der Provinz Samut Sakhon liegen Amphoe Mueang Samut Sakhon und Amphoe Krathum Baen. Im Nordwesten von Bang Bon liegt Nong Khaem, wiederum ein Khet von Bangkok.

## Geschichte
Ursprünglich – bevor Thonburi und Phra Nakhon zu einer Provinz verschmolzen wurden – war Bang Bon ein Tambon des  Landkreises (Amphoe) Bang Khun Thian der Provinz Thonburi. Danach wurde er zu einem Unterbezirk von Bang Khun Thian.
Mit Wirkung vom 14. Oktober 1997 wurde Bang Bon vom Bezirk Bang Khun Thian abgetrennt und ein eigenständiger Bezirk. Die Bezirks-Verwaltung nahm am 6. März 1998 ihre Arbeit auf. Seine Bezirks-Verwaltung war die letzte, die neu eröffnet wurde. Sie befand sich zunächst im Gebäude des Thepphayada-Arak-Marktes, bevor das neue Gebäude im Ekachai Soi 135/1 (Suea To) der Ekachai Road eröffnet wurde.

## Wichtige Tempel
- Wat Bang Bon (วัดบางบอน)

## Wirtschaft
Landwirtschaft ist der größte Wirtschaftsfaktor in Bang Bon. Die bekanntesten Produkte sind die Nam-Dok-Mai-Mangos, Kokosnuss, Orchideen und Lotusblüten.

## Verwaltung
Der Bezirk hat nur einen einzigen Unterbezirk (Khwaeng):
| Nr. | Name des Khwaeng | Thai   | Einw.   |
| --- | ---------------- | ------ | ------- |
| 1.  | Bang Bon         | บางบอน | 106.085 |